# Дзюбенко, Владимир Степанович
Владимир Степанович Дзюбенко (род. 11 октября 1942 года в пгт. Червоноармейск, Житомирская область) — украинский художник. Член Национального союза художников Украины, член Национальной Ассоциации Художников, лауреат Всеукраинской премии им. Ивана Огиенко, участник многих выставок. Имеет работы в частных коллекциях на Украине и за рубежом.

## Биография
Родители Дзюбенко не признавали советской власти и отказались вступать в колхоз, за это семью отправили в Сибирь. Владимир жил с родителями, пока его не забрали к себе родственники из Житомира. Почти три года мальчик лежал в туберкулёзно-костном санатории, так как северный климат плохо сказался на его здоровье. В больнице Дзюбенко и начал увлекаться рисованием. Позже таланту Дзюбенко помог развиться учитель рисования Червоноармейской средней школы Исаак Нибульский.
После школы Владимир окончил Решетиловское училище ковроткачества (1963), Харьковское художественное училище (1969), Харьковский художественно-промышленный институт (1974), учился у Д. Овчаренко и А. Хмельницкого. После окончания учёбы художник остался жить в Харькове и вернулся в родной город лишь в 2003 году. В конце 2003 года он вместе с коллегами создал «Пулинское землячество» — общество творческих личностей Червоноармейска. В августе 2006 года при участии Дзюбенко в городе открылся художественный отдел Червоноармейской школы искусств.

## Выставки

### Персональные
- 1988 — Житомир;
- 1992 — Литературный музей, Харьков;
- 1997 — Житомир;
- 1997 — Акционерная компания «Евро — Украина Консалтинг», Киев;
- 1998 — Харьковский художественный музей;
- 1998 — Пархомовский историко-художественный музей;
- 1999 — Украинский фонд культуры, Киев;
- 1999 — Музей Королева, Житомир;
- 1999 — Областная библиотека, Ровно;
- 1999 — Музей истории религии, Львов;
- 2003 — Районная картинная галерея, Червоноармейск;
- 2003 — Литературный музей, Харьков;
- 2004 — Районная картинная галерея, Червоноармейск;
- 2004 — Житомирский краеведческий музей.

### Участник выставок
- 1995 — Пан-Украина, Днепропетровск;
- 1995 — Слобожанская Пасха, Харьков;
- 1996 — Хутор — 2, Хмельницкий;
- 1996 — Пасхальная выставка художников Харькова;
- 1996 — Современное сакральное искусство Харьковщины, К 5-летию независимости Украины;
- 1997 — Слобожанская Пасха, Киев;
- 2003 — Районный Дом культуры, Червоноармейск;
- 2004 — Районная картинная галерея, Червоноармейск.